# Fausto Pinto
Fausto Manuel Pinto Rosas, plus connu sous le nom de Fausto Pinto, né le 8 août 1983 à Culiacán, est un footballeur international mexicain. Il joue au poste de défenseur avec l'équipe du Mexique et le club du Dorados de Sinaloa.

## Palmarès

### En club
- Avec CF Pachuca :
  - Champion du Mexique en 2001 (Invierno), 2003 (Apertura), 2006 (Clausura) et 2007 (Clausura).
  - Vainqueur de la Ligue des champions de la CONCACAF en 2002, 2007 et 2008.
  - Vainqueur de la Copa Sudamericana en 2006.
  - Vainqueur de la SuperLiga en 2007.

### En sélection
- Avec l'équipe du Mexique :
  - Vainqueur de la Gold Cup en 2009.